# Purquazi
Purquazi es un pueblo y nagar Panchayat situado en el distrito de Muzaffarnagar en el estado de Uttar Pradesh (India). Su población es de 29041 habitantes (2011). 

## Demografía
Según el censo de 2011 la población de Purquazi era de 29041 habitantes, de los cuales 15158 eran hombres y 13883 eran mujeres. Purquazil tiene una tasa media de alfabetización del 57,40%, inferior a la media estatal del 67,68%. 